# Au bout de mes rêves
Au bout de mes rêves — пісня Жана-Жака Ґольдмана, написана 1982 році. Вийшла в рамках вже його сольного проекту, в другому студійному альбомі «Minoritaire».

## Історія пісні
Перша композиція із другого альбому Жана-Жака Гольдмана стала знаковою для нього. 
«Au bout de mes rêves» переспівувало чимало авторів французьких та англомовних (співак Гару, Селін Діон та інші). Мелодію та мотив пісні "позичали" виконавці з багатьох країн.